# Boëge
Boëge est une commune française située dans le département de la Haute-Savoie, en région Auvergne-Rhône-Alpes.

## Géographie

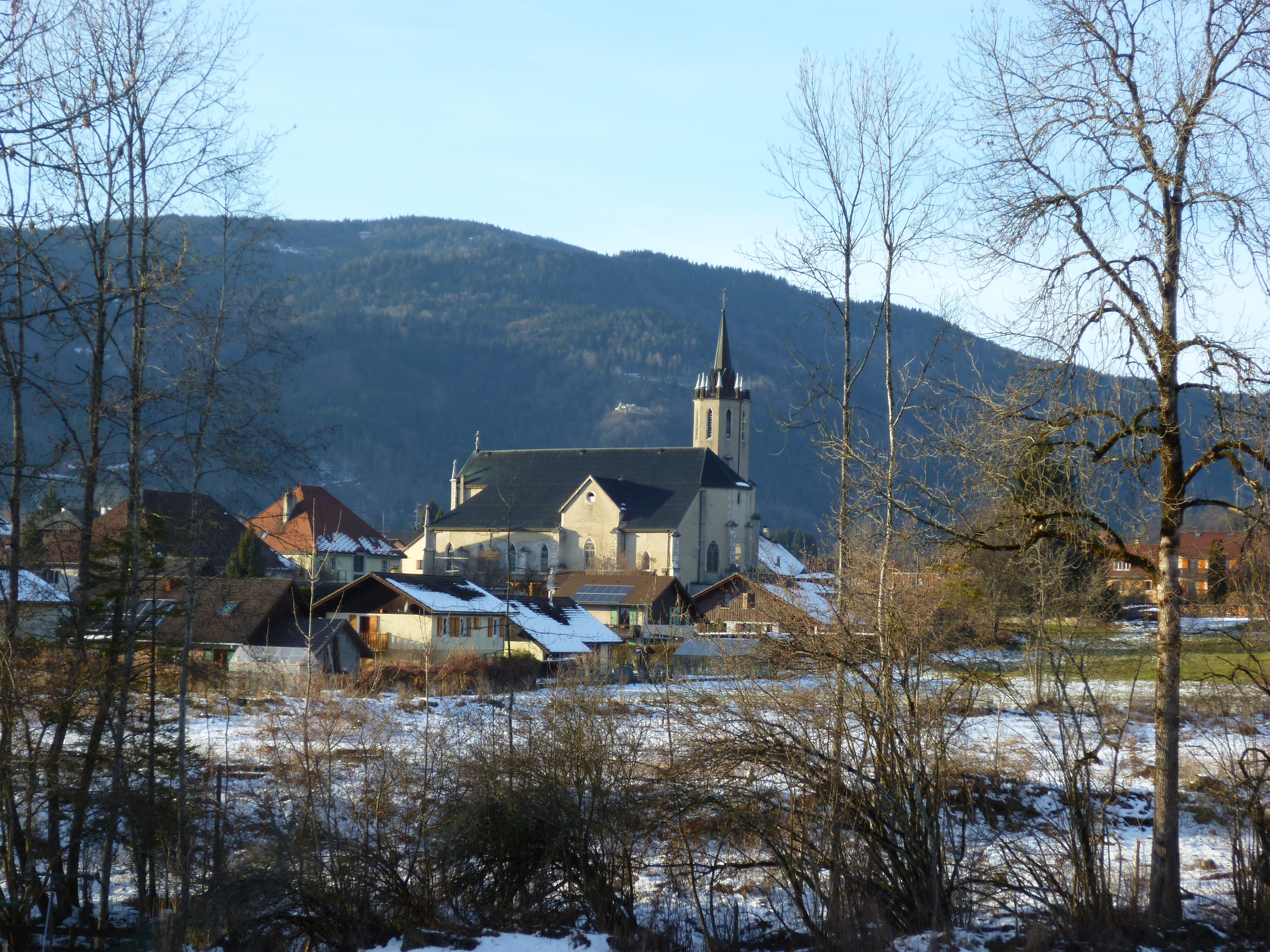
Le village

### Localisation
Traversé par la Menoge, Boëge est un gros bourg situé au cœur de la vallée Verte, à 30 km du Léman et à 10 km de l'autoroute A40.
Cette commune, qui a multiplié par 2,5 sa population en 30 ans, connaît un développement important et le renouvellement de son centre. Il préserve cependant son authenticité grâce au maintien d'activités traditionnelles, telles que la miellerie, la fabrication de fromages ou le marché du mardi.

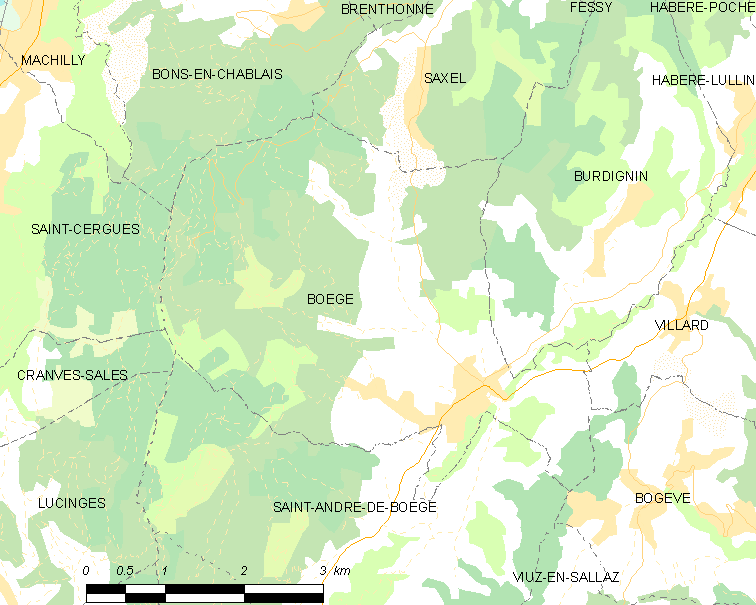

## Urbanisme

### Typologie
Au 1er janvier 2024, Boëge est catégorisée bourg rural, selon la nouvelle grille communale de densité à sept niveaux définie par l'Insee en 2022.
Elle est située hors unité urbaine. Par ailleurs la commune fait partie de l'aire d'attraction de Genève - Annemasse (partie française), dont elle est une commune de la couronne,. Cette aire, qui regroupe 158 communes, est catégorisée dans les aires de 700 000 habitants ou plus (hors Paris),.

### Occupation des sols
L'occupation des sols de la commune, telle qu'elle ressort de la base de données européenne d’occupation biophysique des sols Corine Land Cover (CLC), est marquée par l'importance des forêts et milieux semi-naturels (64,2 % en 2018), en diminution par rapport à 1990 (66,7 %). La répartition détaillée en 2018 est la suivante : 
forêts (62 %), prairies (26,9 %), zones urbanisées (4,6 %), zones agricoles hétérogènes (4,2 %), milieux à végétation arbustive et/ou herbacée (2,2 %).
L'IGN met par ailleurs à disposition un outil en ligne permettant de comparer l’évolution dans le temps de l’occupation des sols de la commune (ou de territoires à des échelles différentes). Plusieurs époques sont accessibles sous forme de cartes ou photos aériennes : la carte de Cassini (XVIIIe siècle), la carte d'état-major (1820-1866) et la période actuelle (1950 à aujourd'hui).

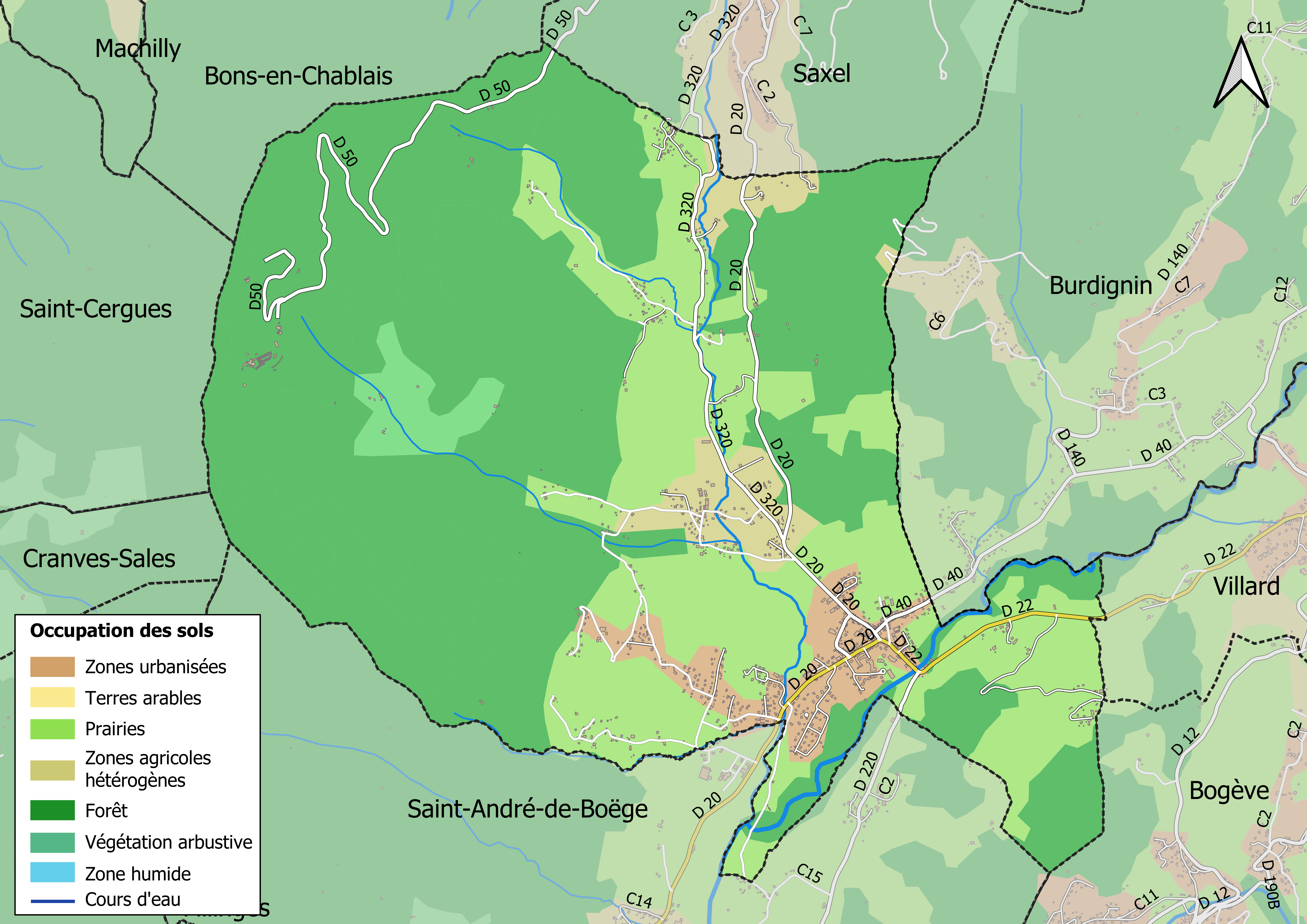
Carte des infrastructures et de l'occupation des sols en 2018 (CLC) de la commune.
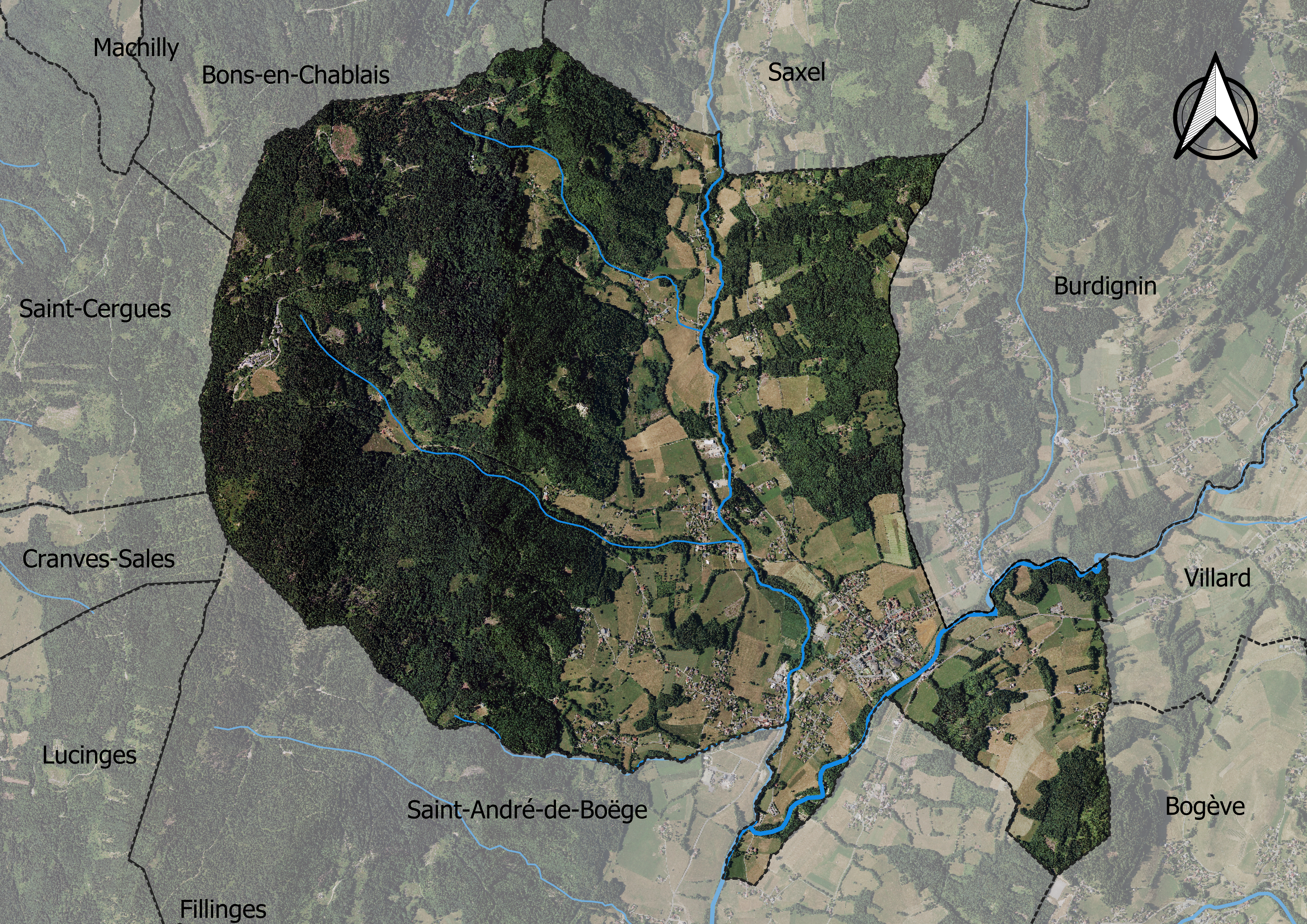
Carte orthophotogrammétrique de la commune.

## Toponymie
Le nom Boëge viendrait du latin buegium, signifiant « pays de bois et de buisson ». Pour l'abbé Mouthon, dans son ouvrage Le Villard et la vallée de Boëge avant la Révolution (1914, p. 13), le nom « semble plutôt tirer son origine du mot boé (bois), de notre patois local » (savoyard). Georges-Richard Wipf, dans son ouvrage, indique que « (...) on relève, avec la forme bied/z, les localités de Boëge, dont le nom local (bwézh) signifie bois en patois (...) ». Dans la Nouvelle Encyclopédie de la Haute-Savoie (2007), Paul Guichonnet indique que le nom vient du celtique bied, signifiant lui aussi bois. Le chanoine Gros relève que le nom latin buegium pourrait être une variante de bovegium.
Les différentes mentions relevées du village ou de la paroisse sont Boegio (1275), Bogio (1274), Buegium (1278), Buegio (XIVe siècle), puis Boëge (1793).
D'après le linguiste Xavier Delamarre, le nom de la commune de Boëge (Boegio, Bogio, Buegio) viendrait du mot gaulois "Bodios" qui signifie "jaune" ou "blond". Selon lui, les noms de rivières françaises tels que Buèges (Hérault), Buech (Alpes de Haute Provence) sont probablement d'anciennes *Bodia, "rivières jaunes". Boëge pourrait donc être un nom Allobroges.
La commune se dit, en francoprovençal, Boèzhe (graphie de Conflans) ou Bouèjo (ORB).

## Histoire
La vallée Verte est occupée dès le Néolithique. Elle accueille ensuite des populations celtes, puis des Romains au Ier siècle.
Durant la période médiévale, la situation de Boëge, en fond de bassin, aboutit à son défrichement où s'installent des seigneurs. Deux familles féodales s'installent, les Boëge et les Montvuagnard, à l'origine des châteaux de Boëge, dit de Rochefort, de Montvuagnard, de Marcossey, souvent appelé aussi château de Boëge,.
La famille de Boëge, dont les premières mentions remontent à 1138, est connue dans les sources par plusieurs affaires les opposant aux « abbayes d'Aulps, de Sixt et de Vallon ». La famille s'éteint au milieu du XVe siècle. La dernière personnalité à porter le nom est Claudine de Boëge qui apporte en dot l'ensemble des droits et possessions de la famille à son mari, Jean de Montvuagnard. Cette famille occupe tout d'abord le château de Boëge, dit de Rochefort (Castellum de Rupeforte), qui semble, d'après une note du XVIIIe siècle, abandonné au XIIe siècle pour le château de Marcossey,,. Il est situé sur un éperon rocheux du versant Est au pied des Voirons, au nord-ouest du lieu-dit « les Perriers » (hameau du Penaz),. La famille est vassale des sires de Faucigny. Le site est détruit au cours des conflits opposant les comtes de Genève aux comtes de Savoie. La note du XVIIIe siècle indique que « les masures du château de Rochefort couvrent une assez grande espace (sic) et sont tout à fait considérables »,. Les ruines font l'objet d'une campagne de restauration.
Le château de Marcossey devient, semble-t-il, la demeure des seigneurs de Boëge à partir du XIIe siècle, siècle de sa construction. Il était situé « du côté de Saint-André ». Il s'agissait d'un château-fort « défendu par quatre fossés qu'on pouvait remplir à volonté avec l'eau de la Menoge », constitué de deux tours et de « murailles épaisses de 8 pieds ». Il est détruit en 1589 au cours du conflit entre la maison de Savoie et les troupes suisses,.
La maison-forte de Montvuagnard est construite sans fortification,. Installée au centre du village, son emplacement correspond aujourd'hui à la place du marché.
Lors des débats sur l'avenir du duché de Savoie, en 1860, la population boëgienne est sensible à l'idée d'une union de la partie nord du duché à la Suisse. Une pétition circule dans cette partie du pays (Chablais, Faucigny, Nord du Genevois) et réunit plus de 13 651 signatures, dont une centaine pour le village,. Le duché est réuni à la suite d'un plébiscite organisé les 22 et 23 avril 1860 où 99,8 % des Savoyards répondent « oui » à la question « La Savoie veut-elle être réunie à la France ? ».
Au lendemain de l'annexion de la Savoie à la France, la commune devient un chef-lieu de canton, créé par décret du 20 décembre 1860. Jusqu'en 1939, il appartient à l'arrondissement de Bonneville, en Faucigny, avant d'être attaché à celui de Thonon-les-Bains, en Chablais. En 2015, le canton est supprimé et rattaché à celui de Sciez.

## Politique et administration

### Situation administrative
La commune de Boëge appartient au canton de Sciez, qui compte selon le redécoupage cantonal de 2014 25 communes. Avant ce redécoupage, elle appartenait au canton de Boëge, dont elle était le chef-lieu depuis 1860.
Elle forme avec sept autres communes — Bogève, Burdignin, Habère-Lullin, Habère-Poche, Saint-André-de-Boëge, Saxel et Villard — depuis janvier 2010 la communauté de communes de la Vallée Verte. Elle fait suite SIVOM de la Vallée Verte créé en 1966.
Boëge relève de l'arrondissement de Thonon-les-Bains, depuis 1939, et de la troisième circonscription de la Haute-Savoie, dont le député est Martial Saddier (LR) depuis les élections de 2017.

### Liste des maires
| Période | Période  | Identité            | Étiquette | Qualité |
| ------- | -------- | ------------------- | --------- | ------- |
| 1861    | 1870     | François A. Dumont  |           |         |
| 1870    | 1873     | Pierre Charrière    |           |         |
| 1873    | 1875     | Jean-Joseph Dupraz  |           |         |
| 1875    | 1877     | Eusèbe Jolivet      |           |         |
| 1877    | 1878     | Pierre-Joseph Bovet |           |         |
| 1878    | 1884     | François Mercier    |           |         |
| 1884    | 1889     | Eusèbe Charrière    |           |         |
| 1889    | 1891     | Gaëtan Dumont       |           |         |
| 1891    | 1896     | François Grobel     |           |         |
| 1896    | 1902     | Joseph Condevaux    |           |         |
| 1902    | 1909     | Eugène Charrière    |           |         |
| 1909    | 1911     | François Maître     |           |         |
| 1911    | 1919     | Louis Charrière     |           |         |
| 1919    | 1934     | Arthur Dufour       |           |         |
| 1934    | 1935     | Joseph Dupraz       |           |         |
| 1935    | 1965     | Louis Guillermin    |           |         |
| 1965    | 1977     | Alain Perrier       |           |         |
| 1977    | 1980     | Marcel Perrollaz    |           |         |
| 1980    | 1983     | Robert Goy          |           |         |
| 1983    | 1989     | François-Xavier Roy |           |         |
| 1989    | 2001     | Noëlle Bétemps      |           |         |
| 2001    | 2020     | Jean-Paul Musard    |           |         |
| 2020    | En cours | Fabienne Scherrer   |           |         |

## Démographie
Les habitants de la commune sont appelés les Boëgiennes et les Boëgiens. On trouve également les formes Boëgëus et Boègois.
L'évolution du nombre d'habitants est connue à travers les recensements de la population effectués dans la commune depuis 1793. Pour les communes de moins de 10 000 habitants, une enquête de recensement portant sur toute la population est réalisée tous les cinq ans, les populations de référence des années intermédiaires étant quant à elles estimées par interpolation ou extrapolation. Pour la commune, le premier recensement exhaustif entrant dans le cadre du nouveau dispositif a été réalisé en 2008.

En 2022, la commune comptait 1 938 habitants, en évolution de +12,81 % par rapport à 2016 (Haute-Savoie : +6,01 %, France hors Mayotte : +2,11 %).
| 1793 | 1800  | 1806  | 1822  | 1838  | 1848  | 1858  | 1861  | 1866  |
| ---- | ----- | ----- | ----- | ----- | ----- | ----- | ----- | ----- |
| 985  | 1 044 | 1 064 | 1 265 | 1 435 | 1 604 | 1 427 | 1 402 | 1 526 |

| 1872  | 1876  | 1881  | 1886  | 1891  | 1896  | 1901  | 1906  | 1911  |
| ----- | ----- | ----- | ----- | ----- | ----- | ----- | ----- | ----- |
| 1 446 | 1 475 | 1 536 | 1 605 | 1 533 | 1 403 | 1 248 | 1 161 | 1 097 |

| 1921 | 1926  | 1931  | 1936 | 1946 | 1954 | 1962 | 1968 | 1975 |
| ---- | ----- | ----- | ---- | ---- | ---- | ---- | ---- | ---- |
| 948  | 1 010 | 1 013 | 995  | 921  | 914  | 744  | 843  | 724  |

| 1982  | 1990  | 1999  | 2006  | 2008  | 2013  | 2018  | 2022  | - |
| ----- | ----- | ----- | ----- | ----- | ----- | ----- | ----- | - |
| 1 025 | 1 267 | 1 415 | 1 525 | 1 556 | 1 697 | 1 811 | 1 938 | - |

1338 = 800 habitants ;
1348 = 260 habitants ; 
1608 = 600 habitants ;
1783 = 859 habitants ;
1848 = 1 604 habitants ;
1861 = 1 402 habitants ;
1911 = 1 096 habitants.
Épidémie de peste en 1348.

## Culture et patrimoine

### Personnalités liées à la commune
- Famille de Boëge, seigneurs du village et de la vallée du XIIe siècle au XVe siècle.
- Michée Chauderon, native de la paroisse, dernière femme exécutée à Genève pour sorcellerie en 1652[32].
- L'écrivain royaliste Louis-Henri Duchesne de Voiron, né vers 1733 dans la paroisse.

### Lieux et monuments
- Le château de Rochefort, dont il ne reste que des ruines, installé sur un éperon rocheux appartenant aux Voirons, à 943 mètres d'altitude, permettant de contrôler la vallée jusqu'au col de Saxel. Il se situe à 800 mètres au nord-ouest du lieu-dit « les Perriers ». Il s'agit du berceau de la famille chevaleresque de Boëge[33].
- L'église Saint-Maurice a été reconstruite entre 1855 et 1858 par les architectes J. Michaud et M. Champlanaz, dans le style néogothique avec son clocher octogonal. L'orgue de tribune et sa partie instrumentale donnés à Boëge par l'empereur Napoléon III au moment du rattachement de la Savoie à la France sont  Classé MH (1977)[34].

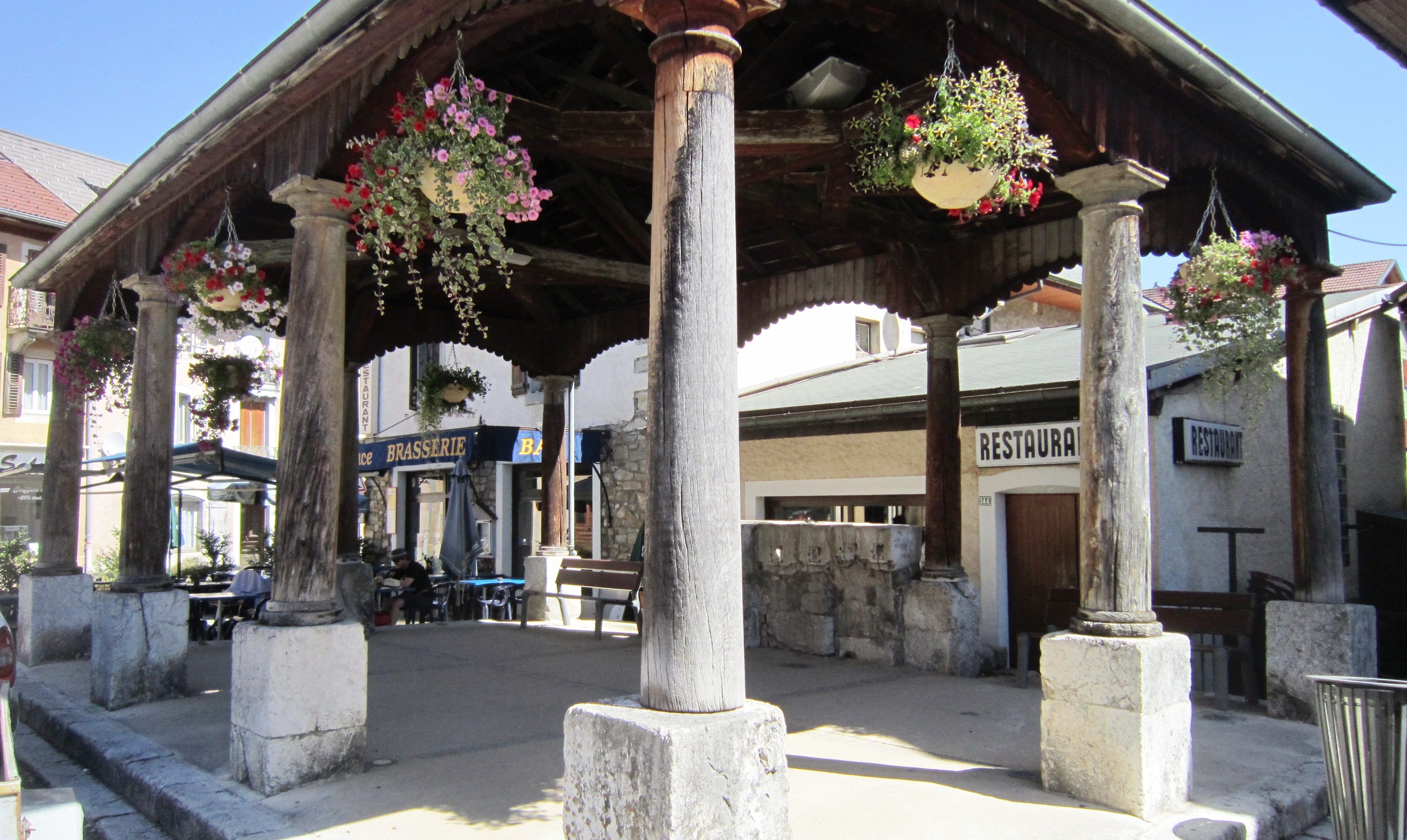
La grenette

- La grenette de Boëge utilisée jusqu’en 1853 et abritant des mesures à grains  Classé MH (1993)[35].
- Les Voirons (1 486 mètres) offrent un panorama remarquable sur le Léman et les contreforts du Jura ainsi que sur les Alpes et la chaîne du Mont-Blanc. Surnommés autrefois « la Perle de la Savoie », c'est un lieu de balade familiale au cœur de la nature.
- La chapelle Notre-Dame-des-Voirons et le monastère de Notre-Dame-des-Voirons : au Ve siècle, un lieu de culte païen fut abattu par l'évêque de Genève Domitien. Par acte du 5 août 1451, Louis de Langin y fondera une chapelle à la suite d'un vœu à la Sainte Vierge. L'autorisation de l'évêque Jean Louis de Savoie n'intervint que cinq ans plus tard. En même temps était créé un petit ermitage pour 4 prêtres. Le sanctuaire reconstruit en 1865 brûla 28 ans plus tard et fut réédifié en 1894. En 1967, les premières sœurs de Bethléem s'installent aux Voirons.